# Al Sharpton
Alfred Charles “Al” Sharpton Jr. (3 de octubre de 1954) es un ministro baptista y activista por los derechos civiles y por la justicia social estadounidense. En 2004, Sharpton fue candidato para la nominación presidencial del Partido Demócrata de los Estados Unidos.
Sharpton tuvo el número de la Agencia Federal de Prisiones 21458-069.
El 21 de septiembre, fue el gerente invitado del 28 de septiembre en RAW. Lazijon.
En el funeral de Eric Garner, un afrodescendiente que murió a manos de algunos miembros del Departamento de Policía de Nueva York, realizado el 23 de julio de 2014, Al Sharpton dio un discurso para que se tomaran medidas contra los oficiales responsables de su asesinato.

## Obra
Sharpton ha sido coautor de Go and Tell Pharaoh con Nick Chiles, y ha escrito además Al on America y The Rejected Stone: Al Sharpton and the Path to American Leadership